# 江铃集团
江铃汽车集团有限公司（英語：Jiangling Motors Corporation Group，简称：江铃集团、江铃集团、JMCG）是南昌市政府控股的子公司。
公司前身是成立于1947年的南昌汽车保养厂，该厂多次更名后作为主体组建了江铃汽车集团公司，目前公司为控股性质不再直接生产机动车，本身汽车制造业主体剥离并继承江铃汽车（JMC）简称。

## 子公司

### 整车业务
- 江西五十铃汽车有限公司（江西五十铃、ISUZU、JIM[2]）：成立于1993年，原名江铃五十铃汽车有限公司，主打皮卡、轻卡和SUV，均为燃油车。
- 江铃汽车股份有限公司（江铃、江铃汽车、JMC）：江铃集团本身汽车制造业为上市于1993年分割成立，主打皮卡、轻卡、轻客和SUV，以燃油车为主亦有少量纯电车产品，持有江铃和江铃汽车品牌。
  - 江铃重型汽车有限公司（江铃重汽、JMCH）2013年收购，主打燃油重卡，业绩差目前已停产，是江铃汽车全资子公司。[3]
- 江西江铃集团晶马汽车有限公司（江铃晶马、JMMC）2011年收购重组成立，主打大客车、专用车和消防车。
- 江西江铃集团新能源汽车有限公司（江铃新能源集团、JMEV）2015年成立，主打纯电轿车。[4]
- 江铃控股有限公司（陆风汽车、JMH）成立于2004年，主打燃油乘用车，业绩差在2020年后曾停产，2023年复产但陆风汽车品牌未启用[5]。

### 金融业务
- 江铃汽车集团财务有限公司：1993年10月经中国人民银行批准成立[6]
- 南昌市江铃鼎盛投资管理有限公司：设立于2016年9月[7]

### 专用车
- 江西江铃汽车集团改装车股份有限公司：成立于1996年
- 江铃集团特种专用车有限公司：成立于2013年7月3日
- 江西江铃专用车辆厂有限公司：成立于2002年3月27日

### 零部件
- 麦格纳动力总成（江西）有限公司

- 江西江铃底盘股份有限公司：最早为临川“水记铁器厂”，1990年前后以“抚州底盘厂”兼并至江铃集团
- 南昌齿轮有限责任公司：始建于1960年，[8]1998年公司化。[9]
- 江西五十铃发动机有限公司：成立于2013年4月。[10][11]
- 江西新电汽车空调系统有限公司
- 南昌江铃集团胜维德赫华翔汽车镜有限公司
- 江铃华翔汽车零部件有限公司
- 江西江铃汽车集团实业有限公司
- 帝宝交通器材（南昌）有限公司
- 江西江铃李尔内饰系统有限公司
- 南昌友星电子电器有限公司
- 南昌银轮热交换系统有限公司
- 南昌宝江钢材加工配送有限公司
- 江西铃格有色金属加工有限公司
- 南昌申宝汽车部件有限公司
- 江西凌云汽车工业技术有限公司
- 江西明芳汽车部件工业有限公司
- 南昌佛吉亚排气控制技术有限公司
- 南昌江铃拖拉机有限公司

### 其它企业
- 江西江铃齿轮股份有限公司：1990年前后以“赣州齿轮箱厂”兼并至江铃集团，1997年江西齿轮箱总厂进行了股份制改造。[12]
- 南昌市江铃投资有限公司：2019年成立，代替原来江铃控股有限公司对江铃汽车股份有限公司控股。[13]

## 历史
- 1947年4月8日，南昌汽车保养厂正式建厂，中华民国交通部运输总局第二运输处任命余祺祥为厂长 。该厂位于南昌市八一大道东侧、南昌长途汽车客运站附近。[14]
- 1949年4月，南昌汽车保养厂更名为南昌汽车修配厂。
- 1959年南昌汽车修配厂搬迁至青云谱区包家花园。
- 1962年12月，南昌汽车修配厂更名为南昌汽车修理厂。
- 1967年10月，南昌汽车修理厂更名为江西汽车制造厂。
- 1968年4月30日，江西汽车制造厂仿制的南京“跃进”牌汽车生产出第一批12辆载重2.5吨的汽车，命名为“井冈山”牌。
- 1984年，江铃在国内率先引进日本五十铃技术工艺，并利用成熟的五十铃技术产出国内第一辆具有国际先进水平的五十铃皮卡。[15]
- 1985年3月，与日本五十铃汽车株式会社双方签署正式合同：以技术引进、技贸结合方式引进日本五十铃公司NHR542双排座1.25吨轻型汽车。江西汽车制造厂以CKD起步引进开发江西五十铃双排座轻型卡车，6月18日第一辆江铃N系列轻卡正式下线。[16]
- 1988年8月12日，江西省内36家企业以江西汽车制造厂为龙头，组建的联合组织形式的江铃汽车集团公司。[17]
- 1989年至1992年，江西汽车制造厂又先后兼并重组了江西拖车厂、南昌缝纫机厂、江西洗衣机总厂、江西钢窗厂、抚州底盘厂、赣州齿轮箱厂等企业。[16]
- 1991年7月28日“江铃汽车集团公司”正式成立。[16]
- 1993年4月18日，江铃五十铃汽车有限公司正式成立。公司注册资本2000万美元。江西汽车制造厂持有75%股权、日本五十铃公司、伊藤忠商社各持有12.5%股权。
- 1993年11月22日，江铃汽车股份有限公司从江铃集团分拆出来创立。
- 2004年12月，由江铃集团与长安股份各出资5000万元，合资成立了江铃控股有限公司（陆风汽车）。
- 2005年5月，由江铃集团以整车股权和负债与长安股份各增资45000万元，注册资本增加到10亿元。由此，江铃控股有限公司持有江铃汽车股份有限公司41.03%的股权。
- 2011年6月经江铃汽车集团公司重组成立江西消防车辆制造有限公司，11月更名江西江铃集团晶马汽车有限公司。[18][19]
- 2012年江铃集团与五十铃于达成重组协议，江铃五十铃汽车有限公司重组为江西五十铃汽车有限公司，同时新设江西五十铃发动机有限公司；重组后的两家子公司均由江铃集团和日本五十铃公司各占50%股份，并于2014年投入产能。[20][21]
- 2013年1月，太原重汽被江铃汽车股份有限公司全资收购，2月位于山西太原的江铃重型汽车有限公司揭牌成立。
- 2013年4月，江铃集团与日本五十铃公司延续合作的新项目——江西五十铃汽车有限公司和江西五十铃发动机有限公司正式成立。
- 2015年1月，江西江铃集团新能源汽车有限公司成立。
- 2019年1月4日，公司更名为江铃汽车集团有限公司。
- 2019年7月17日，雷诺集团入股江西江铃集团新能源汽车有限公司。[22]
- 2019年7月26日，新江铃控股完成重组，爱驰汽车、江铃集团、长安汽车分别占股50%：25%：25%。
- 2021年6月爱驰汽车退出江铃控股。[23]
- 2022年旗下江西江铃控股有限公司（陆风汽车）基本停产。[24]
- 2023年旗下江铃重型汽车有限公司（江铃重汽）停产。[25]

## 江西国控汽车投资有限公司
江西国控汽车投资有限公司是南昌市政府控股的子公司。
公司于2019年成立，2020年3月江铃集团由南昌市国有资产监督管理委员会100%控股改为本公司控股。
2022年6月，南昌市对控股国有企业整合重组，本企业改为南昌交投集团控股。
| 排名 | 股东名称                       | 持股比例 |
| ---- | ------------------------------ | -------- |
| 1    | 南昌市交通投资集团有限公司     | 90.65%   |
| 2    | 江西省行政事业资产集团有限公司 | 9.35%    |